# Loxosomella murmanica
Loxosomella murmanica är en bägardjursart som först beskrevs av Nilus 1909.  Loxosomella murmanica ingår i släktet Loxosomella och familjen Loxosomatidae. Arten är reproducerande i Sverige. Inga underarter finns listade i Catalogue of Life.